# Bryan Kearney

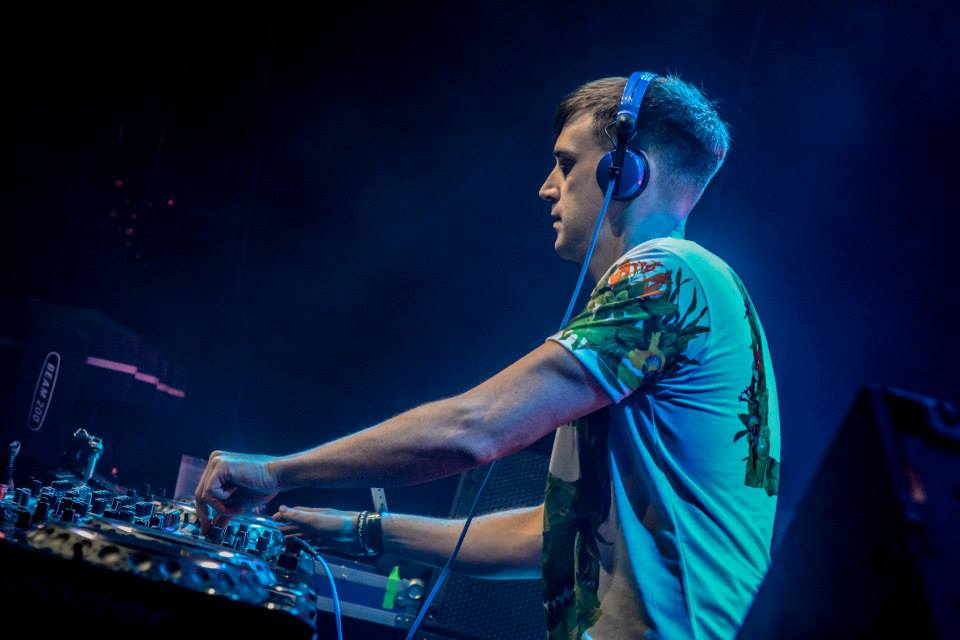
Bryan Kearney beim ASOT 700, 2015

Bryan Kearney  (* 3. Februar 1984 in Dublin, Irland) ist ein DJ und Musikproduzent in den Bereichen Trance, Techno, Tech Trance, Tech House, Uplifting Trance und Psychedelic Trance. Bekanntheit erreichte er u. a. durch Zusammenarbeiten mit John O’Callaghan, mit dem er eine langjährige Freundschaft hegt und das Projekt Key4050 ins Leben gerufen hat. Sowie anderen namhaften DJs und durch Gigs bei Radioshows wie Armin van Buurens A State of Trance. Unter dem Pseudonym KARNEY produziert er auch im Genre Techno.

## Biographie
Bryan Kearney begann mit dem DJing im Alter von 19 Jahren. Als DJ legte er auf Dubliner Primetime-Shows wie Energy FM oder Kiss FM auf. Infolge seiner fortschreitenden Karriere legte er auf EDM-Festivals überall auf der Welt wie beispielsweise dem „Sunrise Festival“ in Polen oder dem „Sensation White“ in Melbourne, Australien auf.

## Singles
- 2010: Bryan Kearney – Mexican Rave
- 2011: Bryan Kearney – Stealth Bomber [Eurofest Anthem 2011]
- 2012: Bryan Kearney – Awaken
- 2013: Sneijder & Bryan Kearney – Proper Order
- 2014: Bryan Kearney – Te Amo
- 2015: Bryan Kearney pres. KARNEY – Say Nothing
- 2015: Bryan Kearney & Will Rees – Prime Example
- 2015: Bryan Kearney – Wake Up Call
- 2016: Bryan Kearney – Comfort Zone
- 2016: Bryan Kearney & Will Atkinson – The Game Changer
- 2016: Bryan Kearney pres. KARNEY – El Gato

## Remixes
- 2013: M.I.K.E. & Fred Baker pres. Active Sight – Never Ending (Bryan Kearney Remix) [Kearnage]

## KEARNAGE Recordings
Bryan Kearney ist Gründer des Labels Kearnage Recordings, welches elektronische Musik in den Bereichen Trance und Techno veröffentlicht. Die meisten Releases bewegen sich im Grenzbereich zwischen den beiden Genres, dem sogenannten Tech Trance. Namhafte DJs und Produzenten wie M.I.K.E. oder John O’Callaghan, auch unter seinem Pseudonym Joint Operations Centre, aber ferner ebenso Sam Jones, Will Rees oder Will Atkinson veröffentlichten Tracks auf Kearnage Recordings.

## Radioshow
Seit 2010 erschien zunächst monatlich, ab 2013 alle zwei Wochen Bryan Kearneys Radioshow „KEARNAGE“ von ca. einer Stunde Länge, welche unregelmäßig auch als Podcast verfügbar ist.